# Ngawang Kalsang
Ngawang Kalsang (geb. 1866; gest. 1936), der oft als "erster Tomo Geshe Rinpoche" (auch „Domo Geshe“ geschrieben) bezeichnet wird, gehörte zu seiner Zeit zu den einflussreichsten Mitgliedern der Gelug-Schule des tibetischen Buddhismus. Er stand als Großabt mehreren Klöstern im Südosten Tibets und Norden Indiens vor, zum Beispiel dem Kloster Yiga Chöling bei Darjeeling und dem Kloster Dungkar im Chumbi-Tal. Ein maßgeblicher Lehrer und Freund Ngawang Kalsangs war Phabongkha Rinpoche.
Ngawang Kalsang trat als ein Verehrer des zukünftigen Buddha Maitreya hervor, von dem er monumentale Statuen errichten ließ. Er galt unter der Bevölkerung im Himalaja-Gebiet als ein bedeutender Mystiker, dem wunderbare Heilungen zugeschrieben werden.
Weit über Tibet hinaus wurde Ngawang Kalsang als Lehrer von Lama Angarika Govinda bekannt, worüber Govinda ausführlich in seinem Buch Der Weg der weißen Wolken berichtete. Govinda gründete 1933 inspiriert von Ngawang Kalsang das Arya Maitreya Mandala. Dieses leitet darum die Reihe seiner Acharya genannten Ordensleiter von Ngawang Kalsang her. Ngawang Kalsang wurde der "erste Patriarch" des Arya Maitreya Mandala.